# Escut de Tona
L'escut oficial de Tona té el següent blasonament:
Escut caironat truncat i semipartit: 1r de sinople, un castell d'argent obert; 2n d'argent, una creu plena de gules; 3r d'or, quatre pals de gules. Per timbre, una corona de poble.

## Història
El Ple de l'Ajuntament va iniciar l'expedient d'adopció de l'escut el 28 d'octubre de 2015, va ser aprovat el 7 de juny de 2016 i publicat al DOGC núm. 7145 de 20 de juny del mateix any.
L'escut incorpora un castell, que recorda l'antic castell del municipi, i els senyals de Barcelona (la creu de Sant Jordi i el senyal comtal-reial dels Quatre Pals, que indiquen que Tona havia estat carrer de Barcelona.
Abans de l'oficialització del nou escut, l'Ajuntament utilitzava un escut d'or amb tres pals de gules, timbrat amb corona de marquès i embellit amb dues palmes.